# Mormotus obtusatus
Mormotus obtusatus är en insektsart som beskrevs av Brunner von Wattenwyl 1895. Mormotus obtusatus ingår i släktet Mormotus och familjen vårtbitare. Inga underarter finns listade i Catalogue of Life.